# Labinot-Mal
Labinot-Mal är en ort och en tidigare kommun i Elbasan prefektur i centrala Albanien. Vid kommunreformen 2015 blev den en administrativ enhet i Elbasan kommun.  Befolkningen vid folkräkningen 2011 var 5 291.  Den kommunala enheten består av byarna Guri i Zi, Labinot-Mal, Serice, Lamolle, Bene, Lugaxhi, Qafe, Qerret, Shmil och Dritas.